# Río de la Hoz Seca
El río de la Hoz Seca u Oceseca (también llamado río del Puerto en su primer tramo) es un río de la península ibérica, el primer afluente significativo del Tajo por la derecha. Lleva agua durante todo el año, a pesar de su nombre. De hecho, en las épocas más secas, el Tajo apenas lleva un pequeño hilo de agua hasta que desemboca en él el Oceseca, de ahí el dicho pronunciado por la zona de «Tajo lleva la fama y Oceseca el agua». Se incluye dentro del parque natural del Alto Tajo.
Discurre por las provincias españolas de Teruel y Guadalajara. Nace en la fuente del Canto, entre Orihuela del Tremedal y Bronchales, y una vez cruzado el puerto de Orihuela y bordeado por el sur el Caimodorro comienza a llevar agua de manera permanente en gran parte de su recorrido, salvo en su curso medio hasta la cueva del Tornero, que aparece seco en superficie debido a las filtraciones, y dibuja una profunda hoz hasta su desembocadura en el Tajo tras 25 kilómetros de sinuoso recorrido marcado por los cañones, los pinares y la ausencia de núcleos de población a sus orillas. Sí se encuentran un cámping, una antigua herrería y un antiguo molino en su curso bajo.

## Cartografía
- Hojas 540-III y 565-II a escala 1:25000 del Instituto Geográfico Nacional.